# قورباغه‌ماهی زگیل‌دار
قورباغه‌ماهی زگیل‌دار(نام علمی: Antennarius maculatus) نام یک گونه از سرده گولزنک‌ماهی‌ها است.